# PD저널
PD저널은 대한민국의 인터넷 신문이다. <한국PD연합회>가 발행하는 미디어전문지다. 주로 미디어 뉴스, PD 인터뷰, TV 비평, 뉴미디어 정보와 방송정책 등 특집 기사, 대중문화평론가와 현직 PD, 방송인들의 깊이있는 칼럼, 이달의 PD상 등을 보도한다.
성향은 진보좌파 성향이다. 미디어오늘, 미디어스와 성향이 비슷하고 친 언론노조성향이다.
PD저널 전체뉴스 링크

## 논란

### 2022년 동계 올림픽 중국 관련 논란옹호
2022년 2월 7일 2022년 동계 올림픽 쇼트트랙 남자 1000m 경기에서 판정 논란이 불거지면서 반중정서가 불 지피며 국민들이 분노한 사안인데 PD저널은 정작 언론들이 반중을 넘어 혐중으로 기름 끼얹는다며 중국을 감싸는 보도를 하여 친중논란을 일으켰고 네티즌들은 PD저널은 "친중언론이냐", "중국 인민망에 지령받고 기사 쓰냐는등" PD저널의 해당기사를 강하게 비판했다. 해당 기사,   